# Widrodżennia (obwód lwowski)
Widrodżennia (ukr. Відродження; hist. Mokrotyn Kolonia) – wieś na Ukrainie, w obwodzie lwowskim, w rejonie lwowskim (wcześniej w rejonie żółkiewskim).